# Receptor pregnano x
O Receptor Pregnano X (PXR), também conhecido como PAR(receptor ativado do pregnano), SXR (receptor de esteroide e xenobiótico) e NR1I2 (receptor nuclear subfamília 1, grupo I membro 2), é um Receptor nuclear encontrado em abundância no fígado e intestino e está diretamente relacionado com o metabolismo de Xenobióticos e Hormônios esteróides, como os glicocoticóides, estando presente nas três fases do metabolismo e transporte de drogas.  É um Fator de transcrição ativado por ligante, que já mostrou regular a atividade de no mínimo 40 genes, incluindo importantes proteínas transportadoras de fármacos e enzimas metabólicas, incluindo as do Citocromo P450(CYP).

## Distribuição Tecidual
- Fígado[2]
- Intestino delgado[2]
- Duodeno[2]
- Intestino grosso[2]
- Vesícula biliar[2]

## Função
O PXR é um receptor nuclear que tem função principal de proteção tecidual contra compostos exógenos(xenobióticos) e Endógenos (endobióticos) potencialmente tóxicos, através da regulação de proteínas envolvidas no metabolismo, desintoxicação e eliminação dessas substâncias do organismo. Ele é: um receptor xenobiótico que regula a expressão de diversos genes ligados ao metabolismo de drogas e um sensor endobiótico envolvido na regulação da homeostase do colesterol e genes envolvidos no metabolismo de ácidos biliares.
Regulação pelo PXR: (por fases do Metabolismo) 
Fase I:
- Enzimas do Citocromo P450[5]
  - CYP3A4[3]
  - CYP2B6[11]

Fase II:
- Glutationa S-transferases (GSTs) [9]
- UDP-glucuronosiltransferase (UGTs) [9]
- Sulfotransferases (SULTs) [9]

Fase III:
- Polipeptídeo transportador de ânions orgânicos 2 (OATP2) [8]
- Proteína de resistência a múltiplas drogas (MDR1) [9]
- Proteína relacionada à resistência a múltiplas drogas 2 (MRP2) [8]

## Estrutura
Grande parte dos receptores nucleares compartilham uma estrutura dividida em domínios, com um domínio N-terminal muito variável, um domínio de ligação ao DNA (DBD -  DNA binding domain) que se liga a sequências específicas de DNA denominadas [[elementos responsivos (RE), uma região de dobradiça denominada hinge, um domínio de ligação ao ligante (LBD - Ligand binding domain) responsável pela ligação aos compostos e um domínio C-terminal.
O PXR interage com as regiões promotoras dos genes através dos Dedos de zinco, localizadas na porção N-terminal do DBD, denominadas AF-1, uma região com curta função de ativação, que permite regulação da ação do receptor de forma independente do ligante. O DBD (aminoácidos de 41-107) do PXR é ligado ao LBD pelo hinge, que neste receptor é reflexível e consideravelmente menor que a observada em outros.
O LBD (aminoácidos de 141-434) contém tanto o bolso de ativação do ligante, quanto a região AF-2, com função de ativação também dependente de ligante. O bolso de ativação do ligante é uma região, em geral, hidrofóbica e que é larga, flexível e dinâmica, características notáveis e que permite que esse receptor se ligue a uma ampla gama de ligantes com diversas estruturas e propriedades físico químicas, dando à esse receptor o apelido de receptor promíscuo. Mudanças conformacionais na região do AF-2, geradas pela ligação de ligantes, são responsáveis pelo recrutamento de proteínas coreguladoras, levando à mudanças na transcrição dos genes alvo.
Uma característica do PXR, é a sua ligação através do DBD ao receptor de ácido 9 cis-retinoico (RXR; NR2B), formando um Heterodímero. Essa ligação gera mudanças conformacionais que recrutam ou desassociam de proteínas coreguladoras e então atuam nos elementos responsivos no promotor dos gene.

## Mecanismo
Quando uma substância entra na célula, ele pode se ligar a receptores nucleares. Uma substância Agonista de PXR, por exemplo, se liga a esse receptor, que se movimenta pela célula, indo para o núcleo. No núcleo, um complexo heterodímero é formado entre o receptor PXR e o receptor RXR e então estes ligam-se a região promotora do DNA,  possivelmente, a desativando corepressores e recrutando coativadores, (que se ligam a proteína de ligação da caixa TATA, TBP) e ativa a transcrição pela polimerase II do RNA.
Dessa forma, ocorre a regulação do PXR de genes como a CYP3A4, que foi ativada e irá metabolizar a substância em questão, reduzindo sua concentração celular. No caso de substâncias que funcionam como antagonistas, haverá a ligação com o PXR e uma mudança conformacional, porém não ocorrerá nenhuma resposta, ou seja, a substâcia irá bloquear o sítio de ligação do ligante, e impedir a ativação do PXR.

## Ligantes e Farmacologia
Em contraste com quase todos os outros receptores nucleares, que são especializados para reconhecer ligantes mais específicos, o PXR evoluiu para funcionar como um amplo sensor químico de substrato. Como abordado no tema estrutura, o que garante ao PXR essa função são suas características do local de ligação do ligante, que é larga, dinâmica e, princialmente, flexível. Essa flexibilidade é essencial para a promiscuidade desse receptor, pois permite que este mude sua conformação para acomodar substâncias estruturalmente distintas.

### Agonistas
O PXR é ativado por inúmeros fármacos como antibióticos (rifampicina e troleandomicina), bloqueadores do canal de Ca2+ (nifedipino), estatinas (mevastatina), barbitúricos(fenobarbital), antidiabéticos (troglitazona), inibidores de protease do HIV (ritonavir), antineoplásicos (paclitaxel) e cisplatina e vitaminas, também podem ser inclusas. como a vitamina E (tocoferol) e a vitamina K2.
Inúmeros endógenos como: o ácido litocólico, a pregnenolona e SR12813.
Além de fármacos, plantas (de uso caseiro ou medicinal) e alimentos também podem interagir com esse receptor. Um exemplo clássico dessa interação é a erva de são joão, uma erva medicinal, vendida por seus efeitos antidepressivos, que possui hiperforina, uma substância que ativa o receptor PXR. Essa ativação pode causa um interação indesejada, por exemplo, entre essa erva e os anticoncepcionais orais, que perdem a sua eficácia. O que ocorre é que a erva de são joão induz a CYP3A4, que pode metabolizar os esteroides presentes nos anticoncepcionais orais.

### Antagonistas
Antagonistas de PXR são menos descritos na literatura, porém como exemplo, podemos citar a ecteinascidina-743 e o cetoconazol.
A ecteinascidina-743 é um alcalóide marinho que tem apresentado potente atividade antitumoral contra uma variedade de tumores humanos, incluindo sarcomas, câncer de mama e de ovário.
Cetoconazol é indicado como antifúngico, sendo amplamente utilizado.

## Leitura Complementar
1. http://tools.thermofisher.com/content/sfs/manuals/Drug_Metabolizing_Enzymes_Guide_Intro.pdf